# Margot Ehrich
Margot Ehrich (Pseudonym: Pauline, * 20. April 1936 in Bautzen; † 2017) war eine deutsche Schriftstellerin.

## Leben und Werk
Margot Ehrich verbrachte ihre Kindheit im böhmischen Leitmeritz. Nachdem die Familie 1945 aus der Tschechoslowakei vertrieben worden war, verbrachte sie die nächsten fünf Jahre in Bautzen. 1950 verließ sie die DDR, lebte zunächst in der Bundesrepublik Deutschland und anschließend zwölf Jahre lang in der Schweiz, wo sie an einer Ballettschule in Bern studierte. Nach ihrer Rückkehr nach Deutschland im Jahre 1971 absolvierte Ehrich per Fernstudium literarischen Schreibunterricht. Von 1981 bis 1986 schrieb sie unter Pseudonym für den Lokalteil des Remscheider General-Anzeigers. Seit 1987 war sie als freie Schriftstellerin, die Erzählungen und Gedichte verfasste, im niedersächsischen Undeloh/Nordheide (Landkreis Harburg) ansässig.
Margot Ehrich war Mitglied im Verband deutscher Schriftsteller und gehörte dem Exil-PEN an.

## Einzeltitel
- Distel im Blut, Loßburg/Schwarzwald 1991.
- Die Toten in unsern Mänteln, Gedichte, Regensburg 1994.
- Manchmal ist der liebe Gott nicht zu Hause, Erzählungen, München 1995.
- Schulterland, Gedichte, Regensburg 1999.
- Ein Fenster in der Traurigkeit, Erzählungen, Dresden 2000.
- Weißt Du woher die Kriege kommen, Erzählungen, Dresden 2000.
- Nachts, Gedichte, Aachen 2005.
- Ich finde aus wohin er ging, Gedichte, Aachen 2006.
- Mädchenlied, Erzählungen, Aachen 2007.
- Komm nach Madagaskar, Erzählungen, Aachen 2008.
- Ich weiß wer du bist, Erinnerungen, Aachen 2010.

## Auszeichnungen
- 1991 Nikolaus-Lenau-Preis für Lyrik der Künstlergilde Esslingen
- 1996 Werner-Ross-Preis
- 1999 Erzählerpreis Stiftung Ostdeutscher Kulturrat
- 1999 Sudetendeutschen Kulturpreis für Schrifttum
- 2001 Exil-PEN-Literaturpreis